# Stephen Meads
Pour les articles homonymes, voir Meads (homonymie).
Stephen Meads, né le 19 avril 1970, est un joueur professionnel de squash représentant l'Angleterre. Il atteint en novembre 1995 la onzième place mondiale sur le circuit international, son meilleur classement. Il se retire du circuit en novembre 2003.

## Palmarès

### Titres
- Open de Colombie : 2000
- Windy City Open : 1999
- Grasshopper Cup : 1998
- Championnats britanniques : 1995
- Championnats d'Europe par équipes : 2 titres (1994, 1997)